# Коле Формика (Пескара)
Коле Формика (итал. Colle Formica) је насеље у Италији у округу Пескара, региону Абруцо.
Према процени из 2011. у насељу је живело 51 становника. Насеље се налази на надморској висини од 273 м.